# Carl Haertel
Carl Haertel (* 2. Februar 1863 in Roßleben; † 14. September 1941 in Dire Dawa) war ein deutscher Architekt. Er zählt zu den Ersten, die die europäische Bauweise in Äthiopien einführten. 

## Leben und Werk
Haertel studierte Architektur von 1884 bis 1886 an der Technischen Hochschule Karlsruhe. Während seines Studiums wurde er Mitglied der Burschenschaft Teutonia. Von 1886 bis 1890 studierte er an der TH Charlottenburg, unterbrochen für einen Einjährigen-Freiwilligen-Dienst in Magdeburg. 1889 wurde er Mitglied der Burschenschaft Cimbria, die im Jahr davor von Teutonen in Karlsruhe gegründet wurde.
Nach dem Studium arbeitete er für zwei Jahre als Architekt bei der BASF. Danach war er bis Mitte 1905 als selbstständiger Baumeister in Magdeburg tätig.
1906 wurde Haertel Mitglied einer Expertenkommission, die auf Wunsch Kaiser Meneliks II. sein Land Äthiopien modernisieren sollte. Dies basierte auf dem am 7. März 1905 abgeschlossene Freundschafts- und Handelsvertrag zwischen dem Deutschen Kaiserreich und Äthiopien. Daraufhin siedelte er nach Äthiopien um und blieb dort bis zu seinem Tod. Sein erster Auftrag war das Gesandtschaftsgebäude Deutschlands. Menelik II. und der Regent Ras Tafari beauftragten ihn mit der Errichtung repräsentativer Gebäude in Addis Abeba.
Haertel wurde 1941 durch die Engländer nach der Befreiung Äthiopiens interniert und starb kurz darauf.